# Nalda
Nalda település Spanyolországban, La Rioja autonóm közösségben. Nalda Albelda de Iregua, Clavijo, Soto en Cameros, Viguera, Sorzano, Entrena, Nestares, Castroviejo, Santa Coloma, Daroca de Rioja és Sojuela községekkel határos. Lakosainak száma 1307 fő (2024).

## Népesség
A település népessége az elmúlt években az alábbi módon változott:
| Lakosok száma | 893  | 946  | 1074 | 1071 | 1028 | 959  | 993  | 1023 | 1210 | 1307 |
|               | 2001 | 2004 | 2007 | 2009 | 2012 | 2014 | 2017 | 2019 | 2022 | 2024 |